# Église Santa Maria Assunta (Castelnuovo d'Elsa)
L'église santa Maria Assunta, (en italien : chiesa Santa Maria Assunta) est la principale église catholique de Castelnuovo d'Elsa, partie de la commune Castelfiorentino, province de Florence, rattachée au diocèse de Volterra.

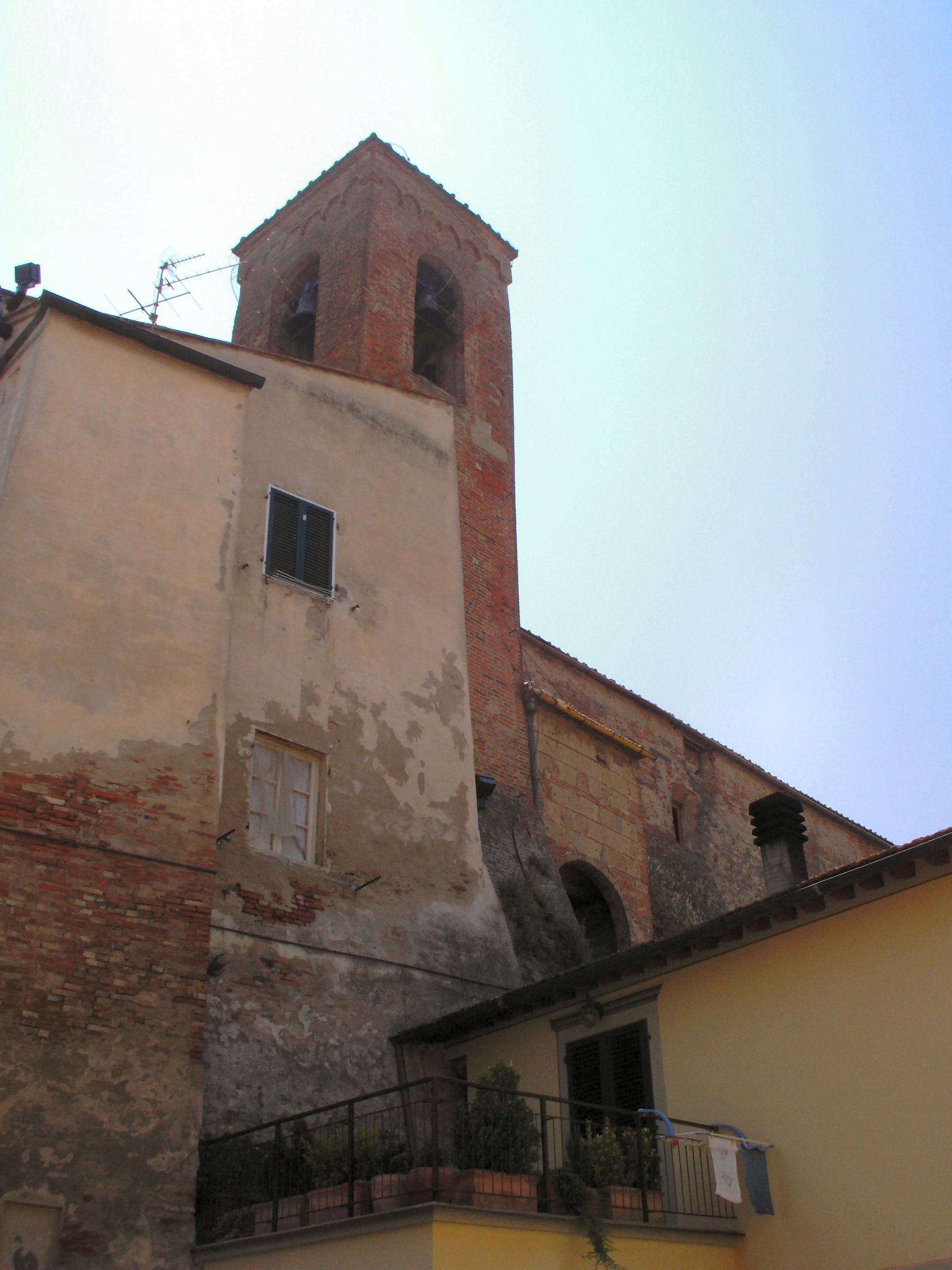
Le campanile

## Historique
Au début du XIIe siècle il existait déjà un château fortifié entouré de murs dont les restes se trouvent encore à la base du campanile de l'édifice qui dépendait de la proche pieve dei Santi Pietro e Paolo a Coiano (it).
Un prieur de l'église, un certain « Cambio », est mentionné sur l'Universitas Cleri de 1266.
L'église figure sur la liste de décimes (1275-1276), (1296-1297) et (1302-1303).
Dans le compte rendu d'une visite apostolique de 1576, est mentionné que la Societas B.V.M. Annunciatae , dont l'église était le siège, faisait tous les mois une procession depuis le oratoire de la Madonna della Tosse, décoré à fresque au XVe siècle par Benozzo Gozzoli.
L'église a fait l'objet d'importantes modifications au cours du XVIIIe siècle et il ne reste que le campanile en briques comme élément significatif de l'antique structure médievale  couronné sur les quatre côtés par la caractéristique frise architecturale à petits arcs de style lombard.

### L'Annonciationde Neri di Bicci
L'édifice conserve une Annonciation du peintre Neri di Bicci. L'œuvre avait été commandée pour l'autel de la Compagnia della Santissima Annunziata, contigüe à l'église. L'œuvre datée aux alentours de 1475 par les historiens de l'art.

## Sources
- (it) Cet article est partiellement ou en totalité issu de l’article de Wikipédia en italien intitulé « Chiesa di Santa Maria Assunta (Castelnuovo d'Elsa) » (voir la liste des auteurs).